# The House with Closed Shutters

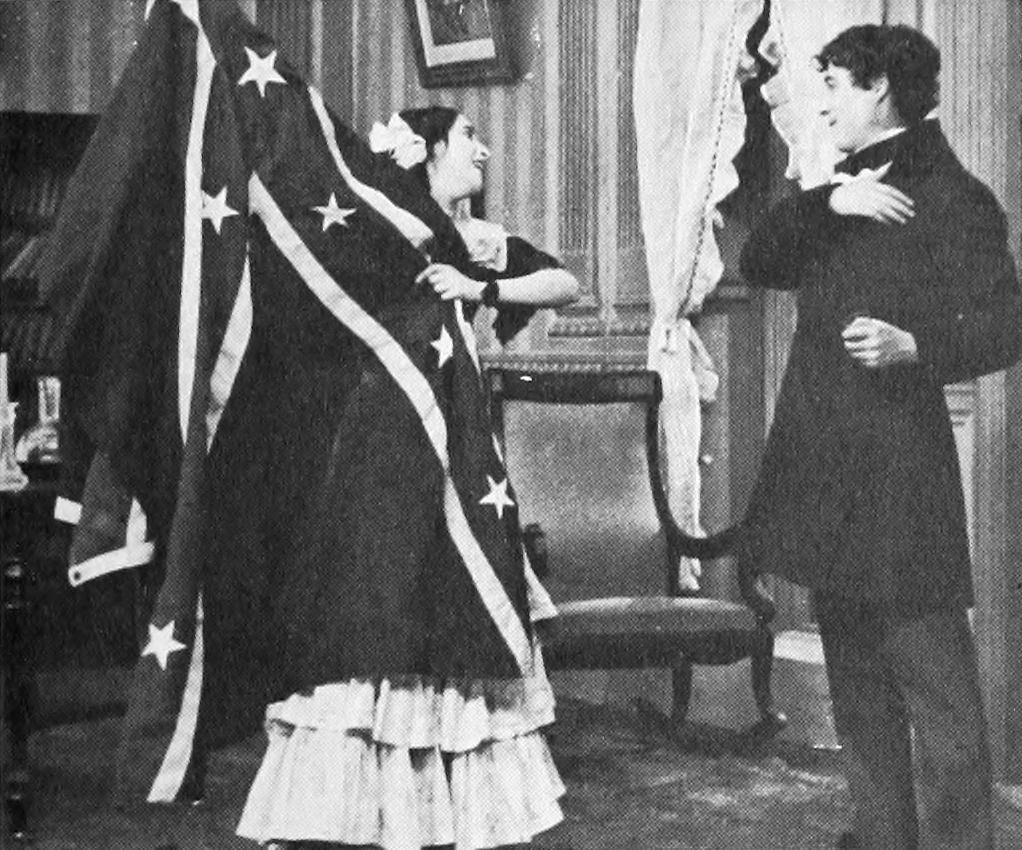
Fotograma de la pel·lícula amb Dorothy West i Henry B. Walthall

The House with Closed Shutters, és una pel·lícula muda dirigida per D.W. Griffith, i interpretada per Henry B. Walthall i Grace Henderson, entre d'altres. Fou estrenada el 8 d'agost de 1910. La pel·lícula es va rodar als estudis de la Biograph i els exteriors a l'estudi de la Champion Film Company a Coytesville.

## Argument
Charles Randolph és un noi altiu i afeccionat a beure, que viu amb la seva germana Agnes i la seva mare. Són els darrers descendents d'una vella família i distingida que s'ha distingit en diferents fets d'armes. Al principi de la Guerra Civil dels Estats Units, Charles, mogut per l'entusiasme de la seva germana s'allista a l'exèrcit dels confederats i és assignat al personal del general Robert E. Lee. En el mateix regiment també hi ha els lloctinents Wheeler i Carter, tots dos pretendents de la seva germana. La gent surt a acomiadar-los i ells duen una gran bandera que els ha fet Agnes.
El general Lee encarrega a Charles de la missió dur un missatge segellat que és de vital importància. Durant el perillós trajecte Charles agafa molta por i veu molt per tal d'intentar recuperar el coratge. Completament begut acaba arribant a casa seva on espera amagar-se. Les dues dones queden horroritzades per la seva actitud que deshonora la família i en un rampell Agnes decideix de prendre l'uniforme del seu germà i dur a terme la missió en el seu lloc i retornar per tal que, un cop sobri, el seu germà pugui informar el general del resultat.
Aconsegueix entregar el missatge però en tornar es troba amb el seu cavall en mig de la voràgine de la batalla. Arrossegada per la situació lluita per ajudar els seus companys i en la retirada la bandera sembla a punt de ser capturada i en intentar recuperar-la la maten. Tothom creu que el mort és el seu germà i un missatger és enviar a casa els Randolph per explicar la notícia de la seva mort. En saber-ho, Charles s'adona de com de baix ha caigut i la seva mare li ordena que s'amagui dins de casa per tal que mai ningú arribi a saber el que la seva germana ha mort per protegir un covard.
La casa roman per sempre més amb totes les persianes barrades i la casa queda en la foscor. Acabada la guerra els dos pretendents tornen a visitar Agnes però se’ls explica que ella no vol veure ningú i que ha embogit desesperada en saber la mort del seu germà. Els anys passen i els pretendents, que envelleixen, continuen deixant flors a la porta de la casa i a dins, Charles, ple d'amargor envelleix recordant la seva covardia fins al moment que la mort l'allibera.

## Repartiment
- Henry B. Walthall (Charles Randolph)
- Grace Henderson (la mare)
- Dorothy West (Agnes)
- Joseph Graybill (un pretendent)
- Charles West (un pretendent)
- William J. Butler (criat)
- Edwin August
- Verner Clarges (personal del general Lee)
- John T. Dillon (personal del general Lee)
- Gladys Egan (a la despedida)
- Frank Evans (personal del general Lee)
- Francis J. Grandon (personal del general Lee)
- Alfred Paget (a la despedida)
- Mabel Van Buren (a la despedida)